# Clam Gulch
Clam Gulch és una concentració de població designada pel cens dels Estats Units a l'estat d'Alaska. Segons el cens del 2000 tenia 173 habitants.

## Demografia
Segons el cens del 2000, Clam Gulch tenia 173 habitants, 67 habitatges, i 42 famílies La densitat de població era de 4,9 habitants/km².
Dels 67 habitatges en un 40,3% hi vivien nens de menys de 18 anys, en un 46,3% hi vivien parelles casades, en un 11,9% dones solteres, i en un 37,3% no eren unitats familiars. En el 28,4% dels habitatges hi vivien persones soles el 6% de les quals corresponia a persones de 65 anys o més que vivien soles. El nombre mitjà de persones vivint en cada habitatge era de 2,58 i el nombre mitjà de persones que vivien en cada família era de 3,21.
Per edats la població es repartia de la següent manera: un 31,8% tenia menys de 18 anys, un 5,8% entre 18 i 24, un 27,2% entre 25 i 44, un 24,3% de 45 a 60 i un 11% 65 anys o més.
L'edat mediana era de 38 anys. Per cada 100 dones hi havia 106 homes. Per cada 100 dones de 18 o més anys hi havia 103,4 homes.
La renda mediana per habitatge era de 37.500 $ i la renda mediana per família de 44.375 $. Els homes tenien una renda mediana de 25.625 $ mentre que les dones 27.083 $. La renda per capita de la població era de 17.983 $. Aproximadament el 7% de les famílies i el 8,1% de la població estaven per davall del llindar de pobresa.

## Poblacions properes
El següent diagrama mostra les poblacions més properes.